# Riley Finn
Riley Finn es un personaje ficticio de la serie de televisión estadounidense Buffy, la cazavampiros de Josh Whedon. Fue interpretado por Marc Blucas. Para el doblaje en América Latina fue interpretado por Mario Hernández.

## Historia del Personaje
Aparentemente un chico normal, profesor ayudante en la Universidad de Sunnydale, es también un agente secreto del Gobierno que trabaja para una organización conocida como La Iniciativa, agencia que se dedica a atrapar y hacer pruebas a vampiros y demonios. Se encuentra con Buffy en la facultad y en seguida se siente atraído por ella. Cuando acaban de iniciar una relación, los secretos de los dos (él es miembro de la Iniciativa, ella es La Elegida) salen a la luz (Episodio Silencio).
Empiezan a salir y trabajan juntos cazando demonios y vampiros, Riley presenta a Buffy a su jefa (la Dra. Maggie Walsh) quien intenta matar a Buffy tendiéndole una trampa, a partir de ese momento Riley empieza a dudar de La Iniciativa. Finalmente abandona esta organización cuando ayuda a la pandilla a rescatar a Oz que ha sido capturado cuando estaba transformado en hombre lobo.
Después de dejar la Iniciativa Riley se descubre que le han estado dando drogas que si bien le daban una fuerza por encima de lo normal están a punto de matarle.
Riley tiene que ser operado urgentemente para salvar su vida pero al principio se niega, tiene miedo de perder a Buffy si pierde su fuerza. Después de ser operado, con la Iniciativa clausurada por el Gobierno empieza a sentirse inútil comparado con una novia con superpoderes.
Finalmente se da cuenta de que Buffy no le ama o no le necesita de la forma en que él quiere y empieza a dejarse chupar la sangre por vampiresas, para sentir que alguien le necesita, Spike descubre su secreto y lleva a Buffy al sitio donde él paga para que le muerdan, Buffy lo ve y se siente asqueada.(Episodio Into de Woods)
Ese mismo día, el Gobierno le pide que se una a una campaña en la jungla para cazar demonios, Riley decide darle un ultimátum a Buffy: a menos que le de una buena razón para quedarse se irá. Riley espera a Buffy, pero ésta no llega, así que toma el helicóptero que le sacará de Sunnydale. Lo que él no sabe es que Buffy si acudió en su busca aunque llegó segundos tarde.
Riley regresa a Sunnydale en busca de un traficante de huevos de demonios. Pero no regresa sólo, ha vuelto casado, con Sam, el matrimonio se dedica a cazar demonios por todo el mundo. (Él es el jefe). El matrimonio abandona la ciudad en ese mismo episodio y no les volvemos a ver. (episodio As you were).
Aparece por primera vez en el episodio uno de la 4ª temporada "Novatos" (España) "Los alumnos del Nuevo Ingreso" (Latinoamérica).
- Datos: Q2721925